# 第52回国民体育大会
第52回国民体育大会（だい52かいこくみんたいいくたいかい）は、1997年1月24日から10月30日の間大阪府の大阪市と北海道の釧路市と秋田県鹿角市とその周辺で開催された第52回国民体育大会。

## ハイライト
1月25日に、釧路市で第53回国民体育大会冬季大会スケート・アイスホッケー競技会（くしろ湿原国体）が開幕。2月からは、鹿角市でスキー競技会（あきた鹿角国体）が開催。冬季大会終了時点で、北海道が1位。
9月13日、門真市の大阪府立門真スポーツセンター（なみはやドーム）で第52回国民体育大会夏季大会「なみはや国体」が開幕。夏季大会終了時点で、東京都が1位。10月25日、長居陸上競技場で秋季大会が開幕。国体開会式としては史上最高の4万人が見守った。炬火台の点火は、UFO型だった。

## 競技会場

### 夏季大会
正式競技
- 水泳 - 門真市、大阪市、茨木市・なみはやドーム、大阪プール、大阪府立茨木高等学校プール
- 漕艇 - 高石市・大阪府立漕艇センター
- ヨット - 岬町・淡輪ヨットハーバー、大阪府立青少年海洋センター
- カヌー - 大阪市、枚方市・住之江競艇場、淀川枚方鍵屋浦特設カヌー競技場
- ボウリング - 大阪市・ボウルメート京橋

公開競技
- ビーチバレー - 岬町・せんなん里海公園ビーチバレー競技場

### 秋季大会
正式競技
- 陸上 - 大阪市・大阪市長居陸上競技場
- サッカー - 松原市、堺市、高槻市、吹田市・松原市民運動広場、堺市金岡公園陸上競技場、大阪府営大泉緑地球技広場、高槻市立総合スポーツセンター内陸上競技場・青少年運動広場、高槻市立萩谷総合公園サッカー場、万博記念競技場
- テニス - 大阪市・靭テニスセンター
- ホッケー - 大阪市・大阪市長居球技場、舞洲球技場
- ボクシング - 柏原市・柏原市立柏原中学校屋内運動場
- バレーボール - 大阪市、堺市、枚方市、貝塚市、泉大津市、阪南市、熊取町・堺市金岡公園体育館、貝塚市立総合体育館、泉大津市立総合体育館、熊取町立総合体育館、阪南市立総合体育館、枚方市立総合体育館、大阪城ホール
- 体操 - 大阪市、泉佐野市・大阪市中央体育館、泉佐野市民総合体育館
- バスケットボール - 大阪狭山市、大阪市、豊中市、守口市・大阪狭山市立総合体育館、大阪府立体育会館、舞洲アリーナ、豊中市立豊島体育館、豊中市立庄内体育館、守口市民体育館
- レスリング - 吹田市、茨木市・吹田市立北千里市民体育館、茨木市立市民体育館
- ウエイトリフティング - 羽曳野市・羽曳野市立総合体育館（はびきのコロセアム）
- ハンドボール - 高石市、堺市・大阪府立臨海スポーツセンター、堺市家原大池体育館、堺市立大浜体育館、堺市立初芝体育館、堺市立商業・第二商業高等学校体育館
- 自転車 - 堺市、河内長野市・関西サイクルスポーツセンター、堺自転車ロードレース環状コース
- ソフトテニス - 大阪市・マリンテニスパーク・北村
- 卓球 - 池田市・池田市五月山体育館
- 軟式野球 - 大阪市、四條畷市、寝屋川市・舞洲ベースボールスタジアム、大阪府営住之江公園野球場、緑の文化園生駒ダンボールランド野球場、緑の文化園室池ウィーブヒルズ野球場、大阪府営寝屋川公園第1野球場・第2野球場
- 相撲 - 堺市・堺市大浜公園相撲場
- 馬術 - 和泉市・杉谷馬事公苑・特設野外競技場
- 柔道 - 箕面市・箕面市立第一総合運動場市民体育館
- ソフトボール - 泉南市、摂津市、八尾市、交野市、茨木市・泉南市民球場、南大阪湾岸流域南部処理場内多目的広場、摂津市スポーツ広場、八尾市立山本球場、大阪府営久宝寺緑地野球場、交野市立総合体育施設市民グラウンド、交野市私部公園グラウンド、茨木市福井運動広場、阪急電鉄（株）茨木運動場
- フェンシング - 河南町・河南町立総合体育館
- バドミントン - 大東市・大東市立市民体育館
- 弓道 - 大阪市・大阪城弓道場、大阪城公園太陽の広場特設競技会場
- ライフル射撃 - 大東市、能勢町・大阪府警察総合訓練センター射撃場、能勢町ライフル射撃場、能勢町B&G海洋センター
- クレー射撃 - 堺市・堺第7-3区内クレー射撃特設会場
- 剣道 - 藤井寺市、岸和田市・藤井寺市立市民総合体育館、岸和田市総合体育館
- ラグビーフットボール - 東大阪市・近鉄花園ラグビー場、東大阪市立花園中央公園内球技広場
- 山岳 - 河内長野市、富田林市、交野市、太子町、河南町、千早赤阪村・岩湧山縦走会場、金剛山縦走会場、金剛山南尾根縦走会場、交野ほしだ園地登攀会場、 近つ飛鳥踏査会場、富田林踏査会場、河内長野踏査会場
- 空手道 - 東大阪市・東大阪市立総合体育館
- 銃剣道 - 東大阪市・東大阪市立東体育館
- アーチェリー - 堺市・大阪府立大学グラウンド
- なぎなた - 豊中市・豊中市立千里体育館

公開競技
- 高校野球（硬式） - 大阪市・日本生命球場、大阪ドーム
- 高校野球（軟式） - 富田林市・富田林市立総合スポーツ公園野球場
- スポーツ芸術 - 大阪市 他・ザ・シンフォニーホール、服部緑地野外音楽堂、住吉大社、大阪府立現代美術センター、大阪府立近つ飛鳥博物館、大阪府立弥生文化博物館、大阪府立泉北考古資料館、大阪府立上方演芸資料館、大阪府立青少年会館、大阪人権博物館、大阪城ホール、フェスティバルホール、大阪市立美術館、大阪市自然史博物館、大阪市立博物館、大阪城、大阪市立東洋陶磁美術館、大阪市立科学館、咲くやこの花館、堺市博物館 他

## 総合成績

### 天皇杯
- 優勝：大阪府
- 準優勝：東京都
- 第3位：北海道

### 皇后杯
- 優勝：大阪府
- 準優勝：東京都
- 第3位：埼玉県

## 主な式典音楽
- なみはや国体讃歌「なみはやのうた」（鈴木英明）
- グランドオペラなみはやの夢（宮川彬良）